# Krzysztof Cwynar
Krzysztof Cwynar (ur. 30 sierpnia 1942 w Wilnie) – polski piosenkarz i kompozytor, wielokrotny uczestnik Festiwali Piosenki Polskiej w Opolu, Międzynarodowego Festiwalu Piosenki w Sopocie, Festiwalu Piosenki Żołnierskiej w Kołobrzegu, Festiwalu Piosenki Radzieckiej w Zielonej Górze oraz Międzynarodowego Festiwalu „Bulwary Naszych Stolic” w Moskwie, Międzynarodowego Festiwalu Piosenki „OIRT” w Albenie (Bułgaria) i Festiwalu Polskiej Piosenki w Wilnie. Działacz społeczny.
Wydał dwanaście płyt CD i szesnaście kaset audio.

## Życiorys

### Edukacja
Syn profesora Stanisława i Zofii zd. Szajowskiej. Po wojnie wraz z rodziną osiadł w Łodzi. Studiował w Państwowej Wyższej Szkole Filmowej, Telewizyjnej i Teatralnej im. Leona Schillera w Łodzi i na Wydziale Wokalnym Państwowej Wyższej Szkoły Muzycznej w Łodzi.

### Kariera

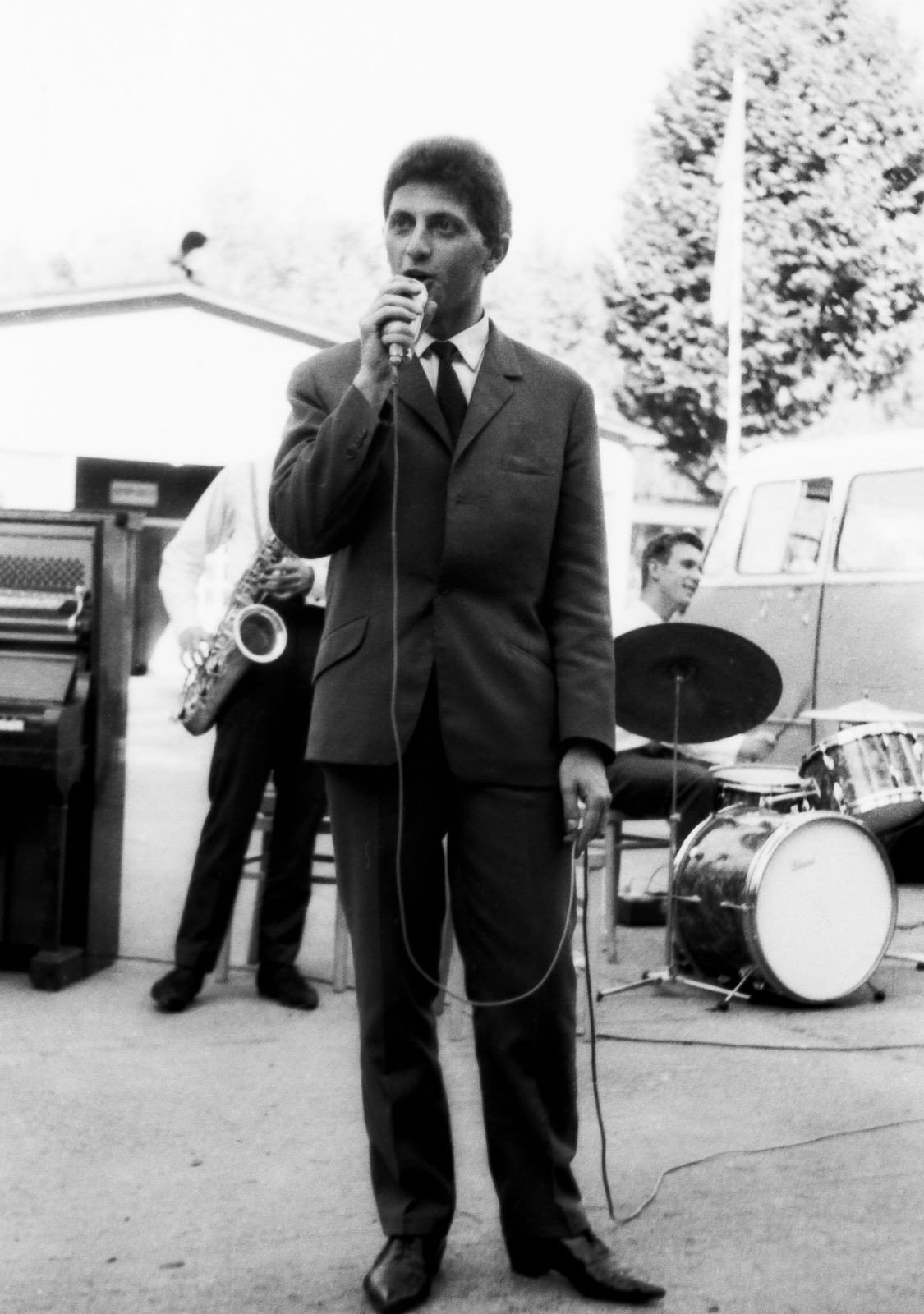
Krzysztof Cwynar na scenie

Podczas studiów związany był z teatrzykiem studenckim „Pstrąg”, „Voyager '63” i „Kabaretem Piosenki Międzywojennej”. Występował jako solista w zespole Janusza Sławińskiego „Kanon-Rytm”. Jako piosenkarz zadebiutował w 1964 roku na Radiowej Giełdzie Piosenki w Warszawie własną kompozycją „Pożegnania na peronach”. W roku następnym wystąpił na 3. Krajowym Festiwalu Polskiej Piosenki w Opolu ze swoją kompozycją do wiersza Władysława Broniewskiego „Cyganka”. Za ten występ otrzymał I nagrodę w kategorii „Nowe Głosy” i zakwalifikował się jako reprezentant Polski na Międzynarodowy Festiwal Piosenki w Sopocie, na którym śpiewał w dniu płytowym.
Od 1964, przez ponad 20 lat związany był z „Podwieczorkiem przy Mikrofonie”, „Zgaduj Zgadulą” i „Wesołym Autobusem. W latach 60. i 70. był filarem Estrady Łódzkiej i Stowarzyszenia Muzyki Estradowej. W 1977 założył własny zespół wokalno-instrumentalny „FONO”, z którym przez cztery lata występował z recitalami autorskimi w Polsce i za granicą. Od października 1978, przez trzy miesiące śpiewał w berlińskiej „Friedrichstadt-Palace”. Nagrał dla TV NRD – z którą był związany dwuletnim kontraktem (1968–1970) – m.in. niemieckojęzyczne wersje piosenek „Białe konie” i „Zawstydzoną”. Na 6. Krajowym Festiwalu Piosenki Polskiej w Opolu w koncercie „Premier” wykonywał piosenkę „Daj”, która po latach stała się wielkim przebojem Jerzego Połomskiego.
Wielokrotnie występował w programach estradowo-telewizyjnych: „Dobry wieczór, tu Łódź”, „Halo, tu Łódź”, „Spotkanie z Balladą”. Brał udział w Koncertach Jubileuszowych XXX-lecia Rozgłośni Polskiego Radia w Łodzi i XXV-lecia Orkiestry Polskiego Radia i TV w Łodzi w 1975 roku. W 1980 r. przygotował nowy program-recital "Dola Polaka", z którym w towarzystwie akompaniatora Janusza Tylmana koncertował po  całym kraju w tym 1983  na OSET (ogólnopolskich Spotkaniach Estradowych), w Rzeszowie. Również w USA i Kanadzie. Od lutego 1992 przez kolejne trzy lata prowadził wspólnie z Krystyną Pietranek nocne programy w Radiu Łódź. Wystąpił z recitalem na VI Festiwalu Kultury Kresowej w Mrągowie. Śpiewał na VIII i XI Festiwalu Religijnym „Pokój i Dobro” w Częstochowie i na I Festiwalu im. Anny German „Tańczące Eurydyki” – Zielona Góra 2002. Był gościem Stanisława Tyma, na jego benefisie telewizyjnym w Krakowie w 1997 roku, i jubileuszu 50-lecia pracy artystycznej Janusza Gniatkowskiego w Częstochowie w 1997. Od 1998 prowadzi i śpiewa w cyklicznych koncerty pt. Krzysztof Cwynar Zaprasza w Łódzkim Teatrze Muzycznym. Po 2009 roku kilka razy śpiewał we Włoszech, Francji, Brukseli i w Niemczech.
Jest twórcą wielu piosenek, głównie swojego repertuaru, ballad, utworów kabaretowych, pieśni religijnych, o Kresach Wschodnich, także kilkunastu spektakli i przedstawień muzycznych. Wykonywał wiele standardów światowych. Jako kompozytor współpracował z Anną German, Ireną Santor, Krystyną Giżowską, Anną Pietrzak, Wandą Polańską, Jerzym Połomskim, Ewą Śnieżanką, Elżbietą Poniatowską, Lucyną Owsińską, Edwardem Hulewiczem, Zofią i Zbigniewem Framerami i Michajem Burano. Dokonał licznych nagrań archiwalnych dla Polskiego Radia i Telewizji. Współpracuje też z artystą kabaretowym, parodystą Andrzejem Dyszakiem i muzykiem, aranżerem i pianistą Jackiem Sielskim.

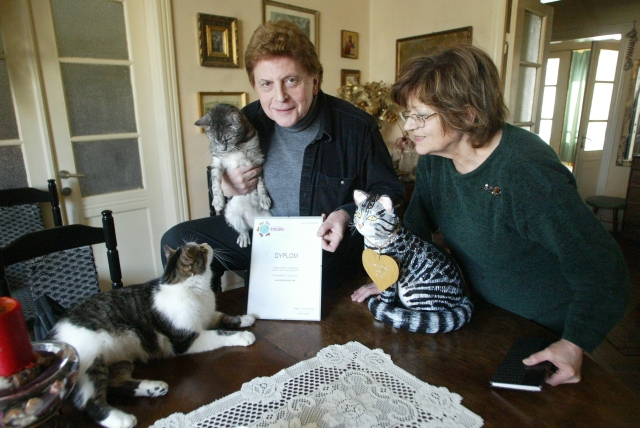
Krzysztof Cwynar z żoną Jolantą i dyplomem „Kociarza roku”.

Koncertował w kraju i za granicą (Czechosłowacja, Węgry, Austria, Belgia, Kanada, Mongolia, NRD, RFN, Francja, USA, ZSRR).
Zajmuje się też działalnością społeczną. Od 1992, a oficjalnie od 1997 prowadzi przy Łódzkim Domu Kultury Studio Integracji – instytucję pozarządową dla osób niepełnosprawnych ruchowo, upośledzonych umysłowo, bezdomnych, a także dla ludzi wychodzących z nałogów, której jest pomysłodawcą, założycielem i przewodniczącym. Współpracuje z Fundacją Anny Dymnej „Mimo wszystko”.
Mieszka w Łodzi.

## Nagrody, wyróżnienia, odznaczenia
- 1963: III nagroda za piosenkę „24 000 pocałunków” – Non Stop w Sopocie
- 1963: I nagroda za piosenkę „Wojna słowiańska” – Łódzka Giełda Piosenki
- 1964: I nagroda za „Pożegnania na peronach” – Radiowa Giełda Piosenki w Warszawie
- 1965: I nagroda w kategorii nowych głosów na KFPP w Opolu za piosenkę „Cyganka”
- 1965: I nagroda za „Balladę o wiatrakach” – Radiowa Giełda Piosenki w Warszawie
- 1966: wyróżnienie na KFPP w Opolu za piosenkę „Zawstydzona”
- 1966: wyróżnienie na MFP w Sopocie za „Zawstydzoną”
- 1967: nagroda publiczności na festiwalu w Rostoku (NRD) za piosenkę „Białe konie”
- 1967: OIRT w Albenie wyróżnienie za piosenkę „Nie Twoje imię ma świat”
- 1969: wyróżnienie za piosenkę „Biało-czerwona” – Festiwal Piosenki Żołnierskiej
- 1974: wyróżnienie za piosenkę „Zagubiłeś się w chmurach”, w wykonaniu duetu Zofia i Zbigniew Framerowie, Festiwal Piosenki Żołnierskiej
- 1975: Srebrny Pierścień Festiwal w Kołobrzegu za „W taki świt”
- 1976: Złoty Pierścień na Festiwalu Piosenki Żołnierskiej w Kołobrzegu za „A przy żniwach wojsko”
- 1977: Srebrny Pierścień na Festiwalu Piosenki Żołnierskiej w Kołobrzegu za „Nie pytaj mnie, mamo”
- 1977: Odznaka „Przyjaciel Dziecka”
- 1978: Srebrny pierścień na Festiwalu Piosenki Żołnierskiej za „Tam, gdzie Polska”
- 1997: nagroda „Serce Dziecku”
- 2004: nagroda „Róża Rotary”
- 2004: nagroda Marszałka Województwa Łódzkiego
- 2005: Tytuł „Kociarza Roku 2005” w plebiscycie miesięcznika „Kot”[4]
- 2005: Odznaczony „Odznaką za zasługi dla miasta Łodzi”
- 2006: nagroda „Polcul” – Jerzy Boniecki Foundation Melbourne
- 2006: Srebrny Krzyż Zasługi
- 2007: Brązowy Medal „Zasłużony Kulturze Gloria Artis” – przyznany przez ministra kultury i dziedzictwa narodowego z okazji 40-lecia pracy artystycznej
- 2012: Certyfikat Ambasadora Innowacyjnych Idei I Praktyk Pedagogicznych. Przyznana przez Związek Nauczycielstwa Polskiego
- 2012 (V): Zasłużony dla Województwa Łódzkiego
- 2012 (X): Kawaler Orderu Uśmiechu[5]
- 2015 (II):  Srebrny Medal „Zasłużony Kulturze Gloria Artis” – Nagroda Ministra Kultury i Dziedzictwa Narodowego
- 2015 (VI): Skrzydła Wyobraźni - za szczególne osiągnięcia w działalności innowacyjnej dla edukacji. Nagroda ZNP
- 2015 (X): Złoty Krzyż Zasługi
- 2015 (XI): Nagroda Specjalna Ministra Kultury i Dziedzictwa Narodowego
- 2018 (VI): Złoty Certyfikat Kreatora Innowacji. Nagroda przyznana przez CDNiKP w Łodzi
- 2023 (VI), Złoty Certyfikat „Kreator Kompetencji Społecznych” – przyznany przez Łódzkie Centrum Doskonalenia Nauczycieli i Kształcenia Praktycznego[6].

## Dyskografia

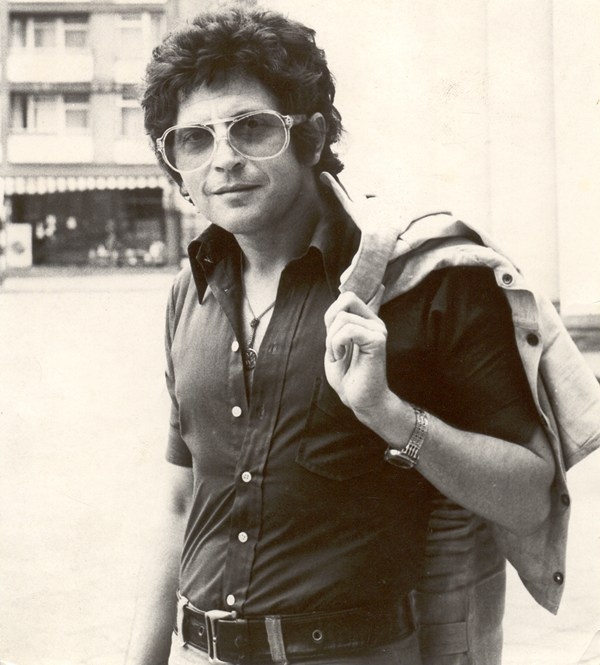
Krzysztof Cwynar w latach 70.

### Solowa
- 1966: Zawstydzona (EP, Muza N-0438)
- 1995: Stare, nowe, najnowsze (CD SON 107), SONIC
- 1996: O kochaniu (CD KC 002), wyd. SONIC
- 1999: Znak wędrującej miłości (CD TACD 2801-2), TRANSART
- 1999: A życie płynie (CDMX 48), MARFIX
- 1999: Dola Polaka (CDMX 49, MMRFIX
- 2001: Na Boże Narodzenie – kolędy (CDMX 067), MARFIX
- 2001: Wszystko przed nami (CD PNCD 584), Polskie Nagrania Muza
- 2002: Krzysztof Cwynar i Przyjaciele (CDMX 087), MARFIX
- 2002: Krzysztof Cwynar: Niezapomniane przeboje (CD PNCD 594), Polskie Nagrania Muza
- 2006: Krzysztof Cwynar: The Best – Zawstydzona (CD MTJ 10411), Agencja Artystyczna MTJ
- 2006: Santo Subito Santo – Papieskie gołębie (CD MTJ 12060), Agencja Artystyczna MTJ
- 2012: Wędrowiec (CD PNCD 1406), Polskie Nagrania Muza
- 2018: Zawstydzona, Złota Kolekcja (CD 01902 9 57338 8 9) WARNER MUSIC POLAND

Kasety magnetofonowe
- Dola Polaka (10 autorskich piosenek, muz. i sł.), 1991. Wydawca: Fundacja Zdrowie
- O kochaniu, MCS 001 (12 piosenek, w tym 8 autorskich, muz. i sł.), 1992. Wydawca: SPEKTAKL
- Krzysztof Cwynar (11 piosenek, w tym 7 autorskich, muz. i sł.), 1993. Wydawca: SPEKTAKL
- Niezapomniane przeboje, AK 009 (17 piosenek, w tym 5 autorskich, muz. i sł.), 1994. Wydawca: AKAR
- Najpiękniejsze kolędy, AK 012 (12 tradycyjnych kolęd), 1994. Wydawca: AKAR
- Trzecia wojna, AK 025 (16 autorskich piosenek, muz. i sł.), 1994. Wydawca: AKAR
- Żyj Polsko, AK 028 (17 patriotycznych pieśni), 1995. Wydawca: AKAR
- Kole kolęda, kole, P 118 (15 tradycyjnych kolęd), 1995. Wydawca: Edycja św. Pawła
- Stare, nowe, najnowsze, SONIC 107 (13 piosenek, w tym 8 autorskich, muz. i sł.), 1996. Wydawca: SONIC
- O kochaniu, KCMC 002 (13 piosenek, w tym 6 autorskich, muz. i sł.), 1996. Wydawca: SONIC
- Znak wędrującej miłości, TAMC 2801-4 (20 pieśni, w tym 15 kompozycji Cwynara), 1999. Wydawca: TRANSART
- Zawstydzona, MX 134 – Jubileusz cz. 1 (12 piosenek, w tym 4 autorskie, muz. i sł.), 1999. Wydawca: MARFIX
- Dola Polaka, MX 135 – Jubileusz cz. 2 (12 piosenek, w tym 5 autorskich, muz. i sł.), 1999. Wydawca: MARFIX
- Polesia czar, MX 136 – Jubileusz cz. 3 (12 piosenek, w tym 7 autorskich, muz. i sł.), 1999. Wydawca: MARFIX
- Na Boże Narodzenie, MX 144 (14 tradycyjnych kolęd), 2000. Wydawca: MARFIX

### Składanki
- 1967: Opole '67 (LP, Muza XL0421) (Ballada o paproci)
- 1971: Kołobrzeg '71 (LP, Muza SXL0747) (Jedyny na świecie)
- 1974: Nie zapomnisz nigdy (LP SXL0906) (Doszedłem tam)
- 1974: Daj mi zachować wspomnienia – Przeboje 30-lecia  (LP, Muza SX1106) (Zawstydzona)
- 1975: Premiery – Kołobrzeg '75 (LP, Muza SX1234) (Komu w drogę)
- 1976: Jubileusz – Kołobrzeg '76 vol. 1 (LP, Muza SX1358) (Komu w drogę)
- 1976: Premiery – Kołobrzeg '76 (LP, Muza SX1372), (Ojczysty dom)
- 1977: Polskie Targi Estradowe '77 (LP, Muza Z-SX 0654) (Kochaj mnie choć kilka chwil)
- 1977: Oto oni – Epos żołnierski – Kołobrzeg '77 (LP, Pronit SX1504) (Pieczone jabłka)
- 1977: Premiery – Kołobrzeg '77 (LP, Muza SX1498) (Nie pytaj mnie mamo)
- 1978: Premiery – Kołobrzeg '78 (LP, Muza SX1623) (Tam, gdzie Polska)
- 1978: Tak jak wojsko nikt nie śpiewa – Kołobrzeg '78 (LP, Muza SX1624) (A przy żniwach wojsko)
- 1979: Do pięknej niedzieli – Kołobrzeg '79 (LP, Muza SX1713) (Warszawy i tak nie dostaną)
- 1979: Premiery – Kołobrzeg '79 (LP, Muza SX1712) (Pożegnanie okrętu)
- 1980: Pod banderą słońca – Kołobrzeg '80 (LP, Muza SX1917) (Apostrofa do Bałtyku)
- 1981: FPŻ Kołobrzeg '81 Premiery (1) (LP, Muza SX1974) (Witaj w domu)

Pocztówki dźwiękowe
- Krzysztof Cwynar „Kochaj mnie choć kilka chwil” i „Dziewczyna w różowym kolorze” (Pocztówka, PWP Ruch R-0525-II. 1977 / 2 wydania)
- Elżbieta Igras / Krzysztof Cwynar (Pocztówka, PWP Ruch R-0064-II)
- Krzysztof Cwynar – „Zmienna miłość” / Regina Pisarek – „Niespodziewany ktoś” (Pocztówka, PWP Ruch R-0159-II. 1973)
- Krzysztof Cwynar – „Spacer po Łodzi” / Trubadurzy – „Łódzki Klub Sportowy” (Pocztówka, PWP Ruch R-12a. 1973)
- Krzysztof Cwynar / Waldemar Kocoń (Pocztówka, PWP Ruch R-0065-II)
- Krzysztof Cwynar – „Inny pan” (Pocztówka, PWP  Ruch R-0753. 1977)
- Zofia Kamińska – „Zwykli ludzie” / Krzysztof Cwynar – „To wyjdzie nam na dobre” (Pocztówka, PWP Ruch R-0097-II. 1973)

Płyty wydane ze Stowarzyszeniem „Studio Integracji”
- Na zdrowie, SICD 01 (11 piosenek, w tym wszystkie kompozycje Cwynara do wierszy Jana Kochanowskiego), 2014. Wydawca: Studio Integracji
- Szukam drogi (17 piosenek, w tym 14 muz. i sł. K. Cwynara), 2007. Wydawca: Studio Integracji oraz tekst i muzyka Witraże Demela
- singiel CD Świat to my, 2003; 44 utwory (26 autorskich, muzyka i słowa Cwynara)
- singiel CD Krzysztof Cwynar śpiewa z Bezdomnymi, 2003 (autorskie piosenki muzyka i słowa). Wydawca Marfix
- singiel CD Dopóki trwa Olimpiada, 2006
- Jan Brzechwa – wiersze i piosenki (5 piosenek). Wydawca: SP 160 w Łodzi
- Krzysztof Cwynar zaprasza, 2016. CD 1 live. Wydawca i producent: Studio Integracji w Łodzi
- Krzysztof Cwynar zaprasza, 2017. CD 2 live. Wydawca i producent: Studio Integracji w Łodzi
- kaseta audio MC: AK 028, Busko-Zdrój, 1994, 18 utworów. Zapis piosenek z laureatami Buskiego Festiwalu Artystów Niepełnosprawnych. Akar 1999

## Wybrane piosenki
- Byle tylko ze mną – duet: A. German, K. Cwynar (muz. i sł. Krzysztof Cwynar)
- Cyganka (muz. K. Cwynar, sł. Władysław Broniewski)
- Dola Polaka (muz. i sł. Krzysztof Cwynar)
- Ile to lat (muz. Jarosław Netter, sł. Krzysztof Cwynar)
- Jak to zrobić, żeby Cię mieć (muz. Krzysztof Cwynar, sł. Jan Brzechwa)
- Jedyny na świecie (muz. Andrzej Januszko, sł. Tadeusz Urgacz)
- Kochaj mnie, choć kilka chwil (muz. Jarosław Kukulski, sł. Roman Sadowski)
- Na znak twój – duet: K. Giżowska, K. Cwynar (muz. i sł. Krzysztof Cwynar)
- O kochaniu (muz. i sł. K. Cwynar)
- Planeta Anna; ballada poświęcona Annie German (muz. i sł. Krzysztof Cwynar)
- Santo Subito Santo (muz. i sł. Krzysztof Cwynar)
- Tak zagubieni (muz. Edmund Berg, sł. Zbigniew Stawecki)
- To wyjdzie nam na dobre (muz. Janusz Sławiński, sł. Maciej Chabry)
- W taki świt (muz. Jerzy Andrzej Marek, sł. Maciej Zenon Bordowicz)
- Zapamiętaj malowane dni (muz. Roman Snurawa, sł. Wojciech Młynarski)
- Zawstydzona (muz. Bogusław Klimczuk, sł. Stanisław Grochowiak)
- Zielone wzgórza tamtych lat (muz. Zbigniew Adrjański, sł. Krzysztof Cwynar)
- Kot w pustym mieszkaniu (muz. Krzysztof Cwynar, sł. Wisława Szymborska)
- Żoli, żola (muz. i sł. Krzysztof Cwynar)
- Brunatna ballada (muz. i sł. Krzysztof Cwynar)

### publikacje
- Zbigniew Adrjański, Kalejdoskop estradowy. Leksykon polskiej rozrywki 1944–1989. Artyści, twórcy, osobistości, Warszawa: Bellona, 2002, s. 93, ISBN 83-11-09191-9, OCLC 830319699.
- Baranowska Marzena, German. Osobisty album Anny German, Warszawa 2013, Grupa Wydawnicza Foksa, s. 102, 133, 155, 156, 157, 186, 187, 188, 189, 190, 193, 195, 200 i okładka. ISBN 978-83-280-0080-3
- Janusz Świąder, Gwiazdy błyszczały wczoraj, Lublin: Wydawnictwo Polihymnia, 2014, s. 6, 74-80, 457, 491, 612, 613, 628, 661, 663, ISBN 978-83-7847-194-3, OCLC 894985191.
- Anna German: „uśmiechaj się...”, Volga Yerafeyenka (oprac.), Gdynia: Novae Res – Wydawnictwo Innowacyjne, 2014, s. 5, 10, 14-16, 58, ISBN 978-83-7942-165-7, OCLC 883551273.
- Lidia Stanisławska, Jak nie zrobić kariery czyli Potyczki z show-biznesem, Warszawa: Prószyński Media, 2012, s. 177, ISBN 978-83-7839-297-2.
- Janusz Świąder, Apassionata. Wspomnienia o Januszu Gniatkowskim, Lublin: Wydawnictwo Muzyczne Polihymnia, 2012, s. 199, 200, 206, 208, 209, 211, 228, ISBN 978-83-7847-040-3.
- Pawłów Mieczysław, Sopockie Międzynarodowe Festiwale Piosenki, trzy wydania: Legnica 2007, s. 1, 53, 58. ISBN 978-83-923914-2-5; Warszawa 2011. ISBN 978-83-61748-43-4; Legnica 2012, s. 116
- Wolański Ryszard, Leksykon Polskiej Muzyki Rozrywkowej, Warszawa 1995, Agencja Wydawnicza MOREX, s. 31. ISBN 83-86848-05-7
- Kawecki Jan, Sadowski Janusz, Ćwikła Marek, Zając Wojciech, Rock'n'roll: 1959-1973. Encyklopedia polskiej muzyki rockowej, Kraków: „Rock-Serwis”, 1995, s. 111, 310. ISBN 83-85335-25-0
- Grygolunas Jerzy, Festiwale Opolskie, Warszawa 1971, Instytut Wydawniczy Nasza Księgarnia, s. 81, 176, 177

### prasa
- „Polityka”, 4 IX 2010, nr 36, s. 108, 112, 113 („Trzech Barytonów”)
- „Dziennik Polski”, 24 II 2012, nr 46, s. 6 („Cwynar w Piwnicy i Na Wawelu”)
- „Polska. Dziennik Łódzki”, 30 V 2012, nr 125, s. 3 („Gala naszego plebiscytu Samorządowiec Roku 2012”)
- „Express Ilustrowany” [Łódź], 30 V 2012, nr 125, s. 2 („Zasłużeni dla Województwa”)
- Płyta Wędrowiec [w:] „Program TV”, nr 13, 19 III 2012, s. 45
- „Estrada” (kwartalnik); redakcja zbiorowa, wydawca Krajowa Agencja Wydawnicza 1977
- Niezapomniane Anny [w:] „Express Ilustrowany”, nr 19393 z 23 VII 1992
- Lew spod znaku Panny [w:] „Dziennik Wieczorny. Magazyn”, nr 89 (10.180) z 12–14 V 1995, s. 1 i 11
- Bezimienny pies bezimienna miłość, „Mój Pies”, nr 1, styczeń 1996, s. 22
- Smak dojrzałej miłości, „Kobieta i Mężczyzna”, nr 48 z 26 XI 1995, s. 3
- Księżna? Do rondla!, „Super Express”, nr 226, z 27 IX 1996, s. 21
- Franciszkańska nuta z gwiazdami, „Gazeta Lubuska”, nr 197, 24 VIII 2000, s. 4
- Graj, kresowiaku, graj [w:] „Gazeta Olsztyńska”, nr 187, 11 VIII 2000, s. 1, 12–13
- Muzyką leczę ludzkie dusze [w:] „Co w duszy gra”, nr 25 z 18.11–13.01. 2006, s. 10-11
- Chciałbym, żeby cały świat był studiem integracji [w:] „Piotrkowska 104”, nr 38 z czerwca 2006
- Gloria Artis dla Jubilata [w:] „Express Ilustrowany” [Łódź], nr 123 z 27 V 2006, s. 10
- Podbili serca Belgów i Niemców [w:] „Expres Ilustrowany”, nr 265 z 14 XI 2006, s. 3
- Kociaż Roku 2005 [w:] „Kot”, nr 3 z marca 2006, s. 3, 14-17
- A gołębie nie odlatywały [w:] „Pielgrzym”, nr 20 (466) z 7 i 14 X 2007, s. 26
- Artyści spoza świata zdrowych [w:] „Niedziela”, nr 46 z 18 XI 2007, s. 30, 31
- Najważniejsze jest to, co robimy dla innych [w:] „Życie na Gorąco”, nr 23 z 6 VI 2007, s. 22-23
- Terapia doktora Cwynara [w:] „Dziennik Łódzki. Magazyn”, z 7 XII 2007, s. 12-13
- Cwynara koty i pasje [w:] „Dziennik Polski”, nr 275 z 25 XI 2008, s. 12
- Kręte drogi kariery [w:] „Gwiazdy mówią”, nr 7 z 17 II 2008, s. 2-3
- Koncert spełnionych marzeń [w:] „Sukcesy i Porażki”, nr 11 z 25 V 2000, s. 15
- Muzyka daje im siłę [w:] „Ludzie i zdarzenia – Chwila dla Ciebie”, Wydanie Specjalne, nr 10/2001, s. 4
- Jestem niewolnikiem muzyki [w:] „Program TV”, nr 25 z 15–24 VI 2001, s. 7
- Artysta z charakterem (wywiad) [w:] „Trybuna – magazyn”, nr 199, z 27 VIII 2002, s. 1, 4
- Legenda łódzkiej piosenki [w:] „Echo Miasta”, nr 38 z 22 V 2006
- Nie poszedłem w stan spoczynku [w:] „Angora”, nr 50 z 16 XII 2007, s. 58-59
- Krzewić światło nadziei [w:] „Przewodnik Katolicki”, nr 46 z 18 XI 2007, s. 54
- Dziś Anna śpiewa Panu Bogu [w:] „Gazeta Wrocławska (magazyn)”, nr 224 z 24 IX 2010, s. 24-25
- Wspomnienie w walentynki [w:] „Program TV”, nr 7 z 7 II 2011, s. 35
- Pokochałem Annę od pierwszego wejrzenia [w:] „Super Express”, nr 36 z 14 II 2011, s. 15
- Artysta kochany i kochający ludzi „Dziennik Łódzki”, nr 54(23.886) z 6.03.2014 r, s.1 i 10
- Krzysztof Cwynar Zakochany w ludziach i kotach „Retro” nr 10(12), X 2015 r. s.30
- Nagroda za nagrodą „Super Express”, nr 254(7345), z 30.10.2015 r. s.14
- Święta w czasach wojny „Super Express” - dodatek specjalny nr 281(7372), z 2.12.2015 r. s 8
- Po wojnie sprowadzili się do Łodzi Dziennik Łódzki-MAGAZYN, nr 111(24.247) z 13.05.2016 r.
- Festiwalu nie będzie. Skandal, porażka żenada, "Express Ilustrowany, nr 121/2017 z 26.05.2017 r. s.4
- XXXII PODSUMOWANIE RUCHU INNOWACYJNEGO W EDUKACJI "Dobre Praktyki" nr 22 z 2018 r. s 3i4.
- Cwynar ma raka "Super Express nr 83(8085) z 10.04.2018r. s.13
- Wielki powrót w cieniu dramatu "Rewia" nr 16 z 18.04.2018 r. s.42 i 43.
- Chcę po prostu żyć "Angora" nr 17(14540 z 29.04.2018 r. s.54 i 55.
- Wspiera przyjaciela "Na Żywo" nr 21(546) z 24.05.2018 r. s.3.
- Zapomni o raku dla Dymnej "Super Express nr 125(8127) z 1.06.2018 r. s.13.
- Syn na to czeka "Na Żywo" nr 23 (5480 z 7.06.2018 r. s.3.

### inne
- Krzysztof Cwynar – okładka CD Niezapomniane przeboje, Polskie Nagrania Muza 2001
- Co nowego (program o Krzysztofie Cwynarze dla TVP2, 2004)
- Wideoteka Dorosłego Człowieka, TVP2, 2004
- Ulotka (8 stron, nakł. 20000 egz.), Stowarzyszenie Studio Integracji w Łodzi 2008
- Ogólnopolski Festiwal Piosenki lat 60. i 70., Wyszków 2010, s. 3.